# Hípies de Delos
Hípies o Hípias de Delos (en llatí Hippias, en grec antic Ἱππίας fou un gramàtic grec probablement posterior al seu homònim Hípies de Tassos.
Se'l menciona com a autor d'una obra, una espècie de diccionari geogràfic titulat ἐθνῶν ὀνομασίαι en un escoli a Apol·loni de Rodes i també en parlen Eudòxia Macrembolitissa i Eustaci de Tessalònica.